# Andreas Müller (Synchronsprecher)
Andreas Müller (* 14. Dezember 1952 in Dresden) ist ein deutscher Synchronsprecher.

## Leben
Müller kam im Jahr 1952 in Dresden zur Welt. Im Jahr 1969 machte er eine Berufsausbildung im Abitur, welches er im Jahr 1971 abschloss. Seit 1992 ist er im Schauspiel und im Synchronbereich tätig. Beispielsweise lieh er dem Goldfisch Klaus aus der Serie American Dad seine Stimme. Im Jahr 1999 führte er eine Regiearbeit am Theater in Schwedt/Oder.

## Filmografie
- 1981: Zwei Freunde in Preußen (Fernsehfilm)

## Synchronisation (Auswahl)

### Filme
- 1999: Mark Spalding als Jonathan Masbath in Sleepy Hollow
- 2004: Diedrich Bader als Mugger in Eurotrip
- 2005: Matt Gerald als Liebo in XXx 2 – The Next Level
- 2007: Albert Delpy als Jeannot in 2 Tage Paris
- 2010: Dee Bradley Baker als Admiral Ackbar (Klaus) in Family Guy präsentiert: Es ist eine Falle!
- 2016: Chris Bauer als Lieutenant Nelson in Money Monster
- 2025: Ein Minecraft Film (A Minecraft Movie)

### Serien
- 2002–2006: als Bürgermeister Roth in Typisch Andy!
- 2006–2007: Steve Bannos als Mr. Combover/Mr. Gross in Neds ultimativer Schulwahnsinn
- seit 2006: Dee Bradley Baker als Klaus in American Dad
- 2014: Eric Morgan Stuart als Meister Heiler in Teenage Mutant Ninja Turtles
- 2015: Eric Bauza als Drift in Transformers: Robots in Disguise